# بالدکاسا
بالدکاسا دهستانی در استان آبیلای اسپانیا است.
در این دهستان ۱۰۷ نفر زندگی می‌کنند. مساحت این دهستان ۲۱٫۷۶ کیلومتر مربع است.